# Diotisalvi Diotisalvi

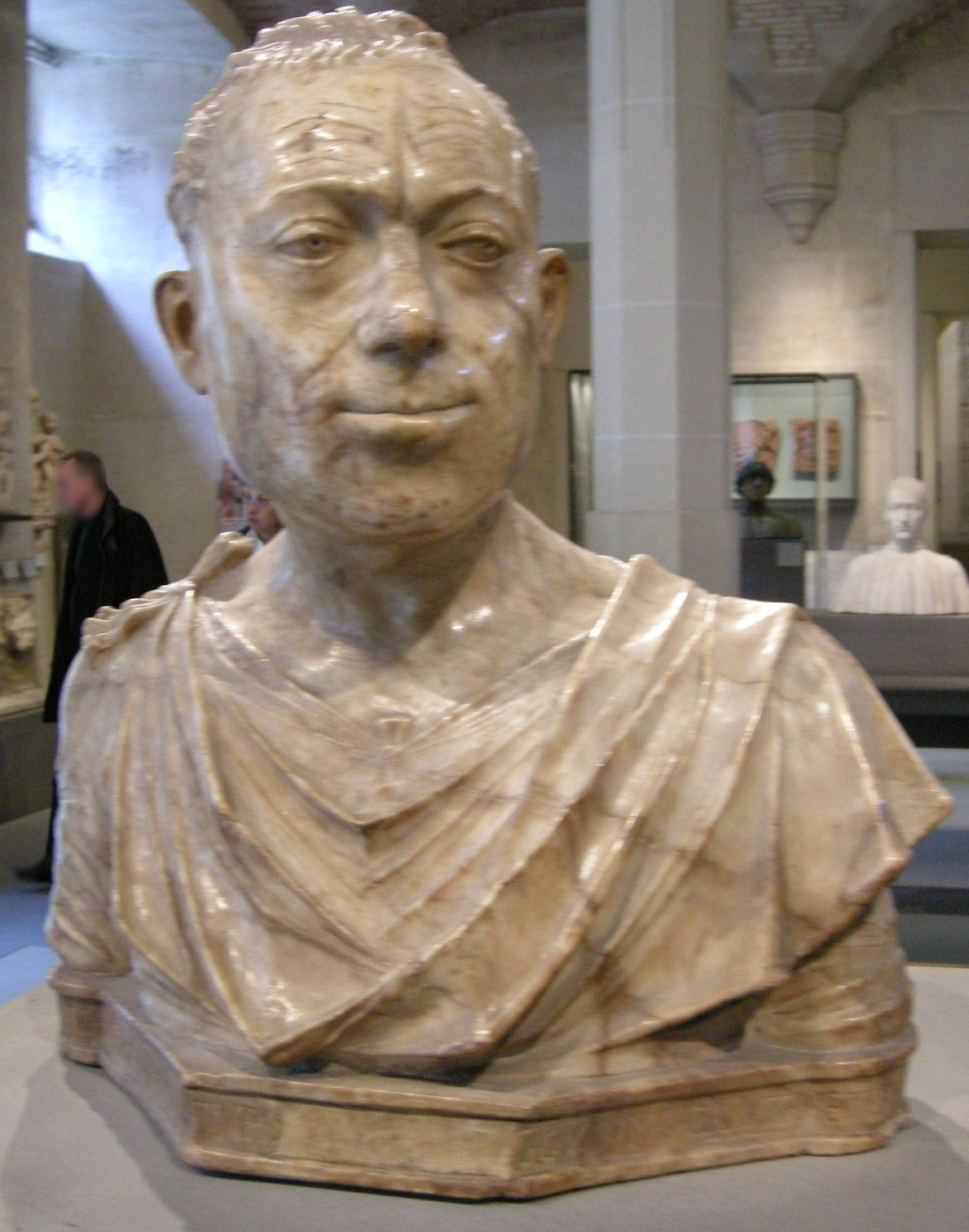
Ritratto di Diotisalvi Neroni di Mino da Fiesole, Louvre

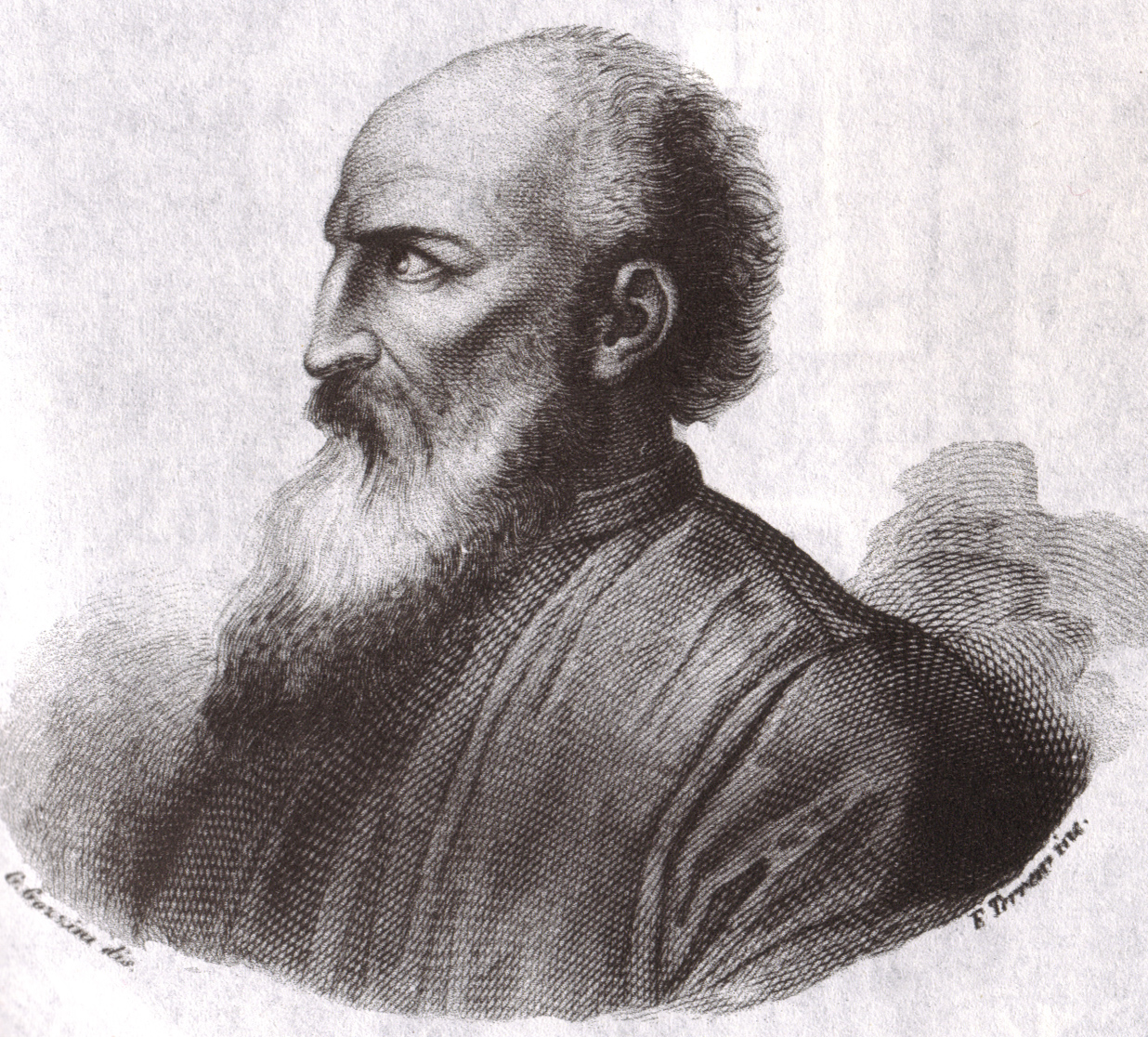
Ritratto, da un'incisione ottocentesca

Diotisalvi Diotisalvi, anche noto col nome Dietisalvi (Firenze, 3 giugno 1403 – Roma, 28 luglio 1482), è stato un politico italiano della Repubblica fiorentina.

## Biografia
La famiglia era assai vicina al partito dei Medici e in particolare lo era il padre, Nerone di Nigi, funzionario stimatissimo di Cosimo de' Medici, che aveva aiutato a rientrare dall'esilio.
Diotisalvi, pure, dai trent'anni fu coinvolto nella vita pubblica, senza tuttavia mai abbandonare la cura dell'azienda di famiglia, attiva nella lavorazione e nel commercio della lana.
Fu eletto due volte a priore, e altrettante a Gonfaloniere di Giustizia, la più elevata carica della Repubblica di Firenze (1449 e 1454); fece anche parte nel 1453 dei Dieci di balia, organismo creato per affrontare la guerra contro gli Aragonesi.
Numerosi incarichi diplomatici lo portarono spesso all'estero, in particolare nel Ducato di Milano presso Francesco Sforza, con cui strinse legami personali, e a Venezia; poi ancora presso il Papa e in Sicilia.
Le sue doti gli valsero la stima di Cosimo de' Medici, di cui divenne autorevole consigliere, tanto che si narra che Cosimo prima di morire gli raccomandò di rimanere accanto al figlio Piero, per assisterlo e guidarlo. In realtà Diotisalvi già da tempo aveva iniziato a dissentire dalla condotta del governo mediceo, tanto da schierarsi nel partito antimediceo che si era coagulato intorno a personalità come Luca Pitti, Angelo Acciaiuoli e Niccolò Soderini (la fazione cosiddetta "del Poggio", poiché si riuniva a Palazzo Pitti, ai piedi delle colline alla periferia sud di Firenze).
Nel periodo seguente la lotta politica divenne accanita, e l'azione del Poggio volta a smantellare il sistema di potere dei Medici culminò nel tentativo (luglio 1466) di abolire il Consiglio dei Cento, organismo da poco creato e a grande maggioranza filomedicea. Fallito questo, la situazione si deteriorò sempre di più, e le due parti si prepararono allo scontro militare: Piero rivolgendosi allo storico alleato milanese, nella persona di Galeazzo Maria Sforza, i suoi oppositori cercando l'aiuto di Borso d'Este, marchese di Ferrara.
Piero però agì più rapidamente degli avversari, e introdusse i propri accoliti armati in città millantando di essere stato aggredito nei pressi della propria villa di Careggi dallo stesso Diotisalvi; raccontò inoltre di avere notizia certa che milizie ferraresi avessero passato il confine per attaccare Firenze. Chiamò quindi in soccorso le truppe milanesi che erano acquartierate a Imola e altra gente dal contado, e si asserragliò nel suo palazzo.
Gli avversari furono colti di sorpresa, e non seppero agire altrettanto risolutamente. Il 28 agosto fu scelta una nuova Signoria favorevole a Piero: in quel momento Luca Pitti abbandonò le file degli oppositori e fece pubblica riconciliazione, e l'11 settembre tutti i membri del Poggio a parte il Pitti vennero condannati all'esilio per vent'anni.
Diotisalvi aveva intanto già lasciato Firenze per rifugiarsi a Malpaga presso Bartolomeo Colleoni. Gli si radunarono intorno molti esuli, e riuscirono a esercitare pressioni sulla Repubblica di Venezia e gli Estensi perché deponessero i Medici: un esercito agli ordini dello stesso Colleoni mosse contro Firenze nel maggio 1467, ma il conflitto si trascinò fiaccamente e si concluse con un nulla di fatto.
Diotisalvi si spostò quindi a Ferrara presso Borso d'Este, dove continuò a promuovere iniziative antimedicee; nel frattempo, conscio del suo ruolo fra i capi dell'opposizione, il governo fiorentino lo aveva condannato alla confisca dei beni e all'esilio perpetuo, e in ultimo aveva posto una taglia sul suo capo, vivo o morto.
Si spostò infine a Roma, dove morì il 4 agosto 1482 e fu sepolto nella basilica di Santa Maria sopra Minerva.
Di lui ci rimane un busto di marmo dello scultore Mino da Fiesole, conservato al Museo del Louvre di Parigi, e un ritratto opera di Alesso Baldovinetti, nella chiesa fiorentina di Santa Trinita.